# Біблія Джефферсона
Широко відома Біблія Джефферсона, в оригіналі «Життя і мораль Ісуса з Назарету» (англ. The Life and Morals of Jesus of Nazareth) — книга Томаса Джефферсона, в якій викладено історію життя і вчення Ісуса з Назарету зі спробою зменшити містифікацію в Святому Письмі. Твір складається з уривків з Нового Заповіту, які Джефферсон переставив, опустивши будь-які пасажі, в яких розповідалося про надприродні явища або які, на його думку, містили історичні помилки. Джефферсон створив оригінальне видання, вирізавши й переставивши окремі вірші з кількох Біблій грецькою, латинською, французькою та англійською мовами. Це зробило Джефферсона одним з перших представників історичних досліджень Ісуса, хоча робота і не була опублікована за життя автора.

## Структура та зміст
Джефферсон проаналізував чотири Євангелія і змішав їх, розмістивши події в хронологічному порядку й об'єднавши їх в єдину розповідь, яку він розділив на 17 глав, кожна з яких має пронумеровані вірші, слідуючи плану Біблії. Його версія починається з народження Ісуса згідно з Лк 2:1-7 і закінчується поєднанням Ів 19 і Мт 27:60, розповіддю про поховання і закриття гробу Христа.
Воскресіння не є частиною рахунку. У версії Джефферсона також немає жодної згадки про чудеса, пророцтва чи оголошення ангелів. Однак поняття раю і пекла мають місце, а деякі події, описані в Старому Завіті, такі як Всесвітній потоп, згадуються як часові орієнтири. Згадки про Бога залишилися, але не про Трійцю, а Ісус чітко не характеризується як божественний і не називається Сином Божим.

## Історія створення та видання
Першу версію Джефферсон створив у 1804 році й звітував про результати своєї роботи у листах до друзів, зокрема Бенджаміну Рашу та Джону Адамсу. Книгу спершу отримала назву «Філософія Ісуса». У листі до Чарльза Томпсона від 8 січня 1816 року він назвав її найкращим зразком етики, який він коли-небудь бачив, і доказом того, що він є справжнім християнином, який слідує чистому вченню Христа. Це вчення довелося відфільтрувати, як він писав через кілька років, від екстравагантних описів його біографів, до яких з часом додалося багато тверджень, що не можуть бути виправдані словами історичного Ісуса з Назарету, які насправді були передані нам. Відповідно до філософії Просвітництва, Джефферсон вилучив усі свідчення про події, які він не вважав раціонально пояснюваними, намагаючись таким чином докопатися до суті історичної особи Ісуса..

Між 1819 і 1820 роками Джефферсон склав свою остаточну версію книги у своєму будинку в Монтічелло, вирізавши бритвою вибрані уривки з шести різних примірників Біблії — двох греко-латинських, двох французьких і двох англійських у версії короля Якова — і вклеївши їх у чисту книгу. Роботу остаточно назва "Життя і мораль Ісуса з Назарету.

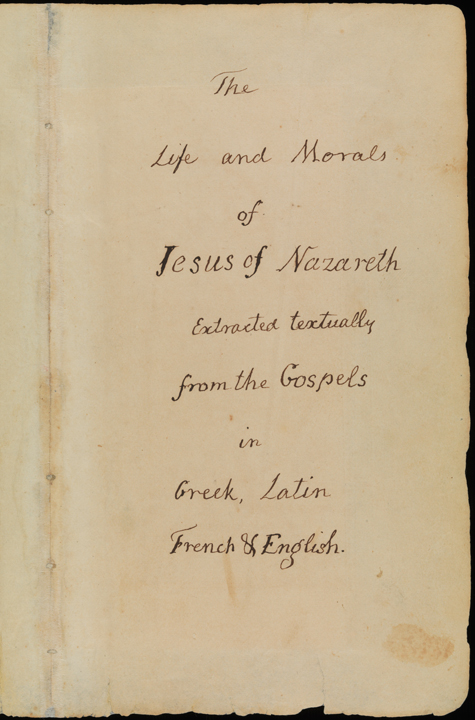
Рукописний титульний аркуш "Біблії Джефферсона

Примітка «для використання індіанцями» на титульній сторінці першого, згодом відкинутого проєкту стала приводом для періодично висловлюваної думки, що Джефферсон склав вірші з Біблії для місіонерської роботи серед індіанців. Однак інші джерела вказують на те, що Джефферсон призначав книгу для особистого користування і планував поділитися нею лише з найближчими друзями. Джефферсон ніколи не прагнув, щоб книга була опублікована, частково тому, що він вважав, що його релігійні переконання є його приватною справою, а частково тому, що він, мабуть, побоювався, що його неортодоксальний підхід до Біблії буде використаний проти нього його політичними опонентами.
Сайрус Адлер, який був бібліотекарем Смітсонівського інституту з 1892 по 1909 рік, дізнався про книгу від одного з біографів Джефферсона, і на той час вона перебувала у володінні правнучки Джефферсона Кароліни Рендольф. У 1895 році Смітсонівський інститут придбав «Біблію Джефферсона» для своєї бібліотеки, де вона зберігається з того часу, а також два англомовних видання Біблії, якими користувався Джефферсон.
У 1902 році Конгрес США ухвалив рішення про виготовлення 9000 літографій «Біблії Джефферсона», які, попри скарги християнських інституцій, у наступні роки вручалися всім новим членам Конгресу як вітальний подарунок. У 2009 році у співпраці з Національним музеєм американської історії розпочався проєкт із реставрації та консервації книги. Сторінки були звільнені від палітурки, стабілізовані та переплетені. У процесі роботи всі сторінки книги були також зацифровані, щоб зробити їх доступними для громадськості. Відреставроване видання було представлено на виставці у травні 2012 року. Наразі вийшло кілька друкованих видань «Біблії Джефферсона», текст також доступний у відкритому доступі в Інтернеті.